# Туризм в Ізраїлі

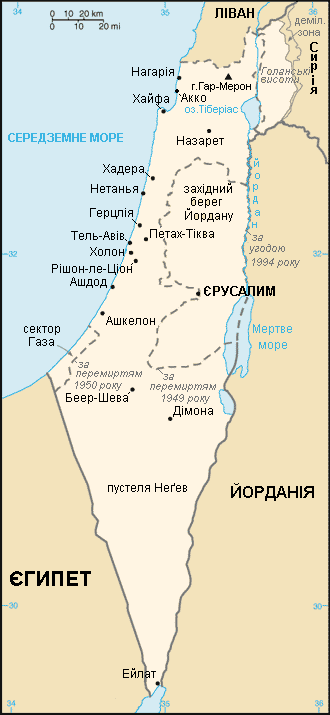
Мапа Ізраїлю

Туризм в Ізраїлі одна з важливих складових бюджету країни. Туристична галузь економіки обслуговує як громадян Ізраїлю, так і іноземних гостей. Велика кількість археологічних і архітектурних пам'яток, пляжні зони на Середземну і Червоному двох морях, лікувальні курорти Солоного озера («мертвого моря») і теплий клімат роблять туристичні поїздки до Ізраїлю привабливими. У 2008 році країну відвідали три мільйони осіб. За перше півріччя 2012 року в Ізраїль приїхало понад 1.7 млн осіб.
Ізраїль є різноманітним туристичним напрямком і пропонує різні види туризму. Ось кілька найпопулярніших видів туризму в Ізраїлі та їхні основні місця:
1. Релігійний туризм:
  - Місця: Єрусалим (Храмова гора, Храм Воскресіння, Мечеть Аль-Акса), Назарет, Вифлеєм, Західний мур[4].
2. Культурний туризм:
  - Місця: Музей Ізраїлю (Єрусалим), Національний музей (Тель-Авів), Театр Габіма (Тель-Авів).[5]
3. Природний туризм:
  - Місця: Масада, Міцпе Рамон (грандіозний кратер), Бахейскі сади (Хайфа), Гора Хермон (літні й зимові видовища).[6]
4. Археологічний туризм:
  - Місця: Мегіддо (біблійна археологічна область), Кесарія (римське амфітеатральне місто), Бет-Шеан (античне місто).[7]
5. Туризм на Мертвому морі:[8]
  - Місця: Уйн-Геді (природний заповідник), спа-курорти на березі Мертвого моря.
6. Адреналін-тур:
  - Місця: Єйсод Хама (літак-атракціон), південні регіони для екстремальних видів спорту.
7. Гастрономічний туризм:
  - Місця: Махане-Єхуда (харчовий ринок в Єрусалимі), ресторани та кав'ярні в Тель-Авіві та Єрусалимі.

Ці види туризму надають можливість відвідати різні регіони Ізраїлю та насолоджуватися різноманітністю його природних, культурних та історичних багатств.

## Гастротуризм
Гастротуризм в Ізраїлі є популярною формою туризму, оскільки країна має багатий кулінарний спадок та різноманітність страв. Тут ви знайдете не лише традиційну єврейську кухню, але і впливи кухні багатьох інших культур, таких як арабська, древнегрецька, армянська та інші.
Основні аспекти гастротуризму в Ізраїлі включають:
1. Кулінарні Тури та Екскурсії: Ізраїльські міста, особливо Єрусалим і Тель-Авів, пропонують кулінарні тури і екскурсії, під час яких ви можете спробувати різноманітні страви, відвідати ринки та ресторани.
2. Уроки Кулінарії та Майстер-класи: Багато ресторанів та кулінарних шкіл пропонують уроки кулінарії, де ви можете навчитися готувати традиційні страви.
3. Фестивалі та Спеціальні Події: Ізраїль проводить багато кулінарних фестивалів, дегустацій вин і інших подій, де ви можете насолоджуватися місцевою кухнею.
4. Ринки та Їдальні: Відвідайте місцеві ринки, такі як Махане Єхуда в Єрусалимі чи Кармель у Тель-Авіві, щоб спробувати свіжі продукти та вуличну їжу.
5. Гастрономічні Ресторани: Ізраїль має велику кількість відомих ресторанів, які пропонують як традиційні, так і сучасні страви.

Гастротуризм в Ізраїлі дає можливість туристам не лише смакувати місцеві страви, але й дізнаватися про історію, культуру та традиції країни через її кухню.
Ось табличка, яка вказує на деякі найвідоміші напрямки гастротуризму в Ізраїлі:
| Напрямок Гастротуризму           | Опис |
| -------------------------------- | --- |
| Традиційна Єврейська Кухня       | Спробуйте класичні єврейські страви, такі як фалавель, хумус, шаверма та вареники.                      |
| Місцеві Ринки                    | Відвідайте ринки, такі як Махане Єхуда та Кармель, щоб скуштувати свіжі продукти та місцеві деликатеси. |
| Виноробство та Дегустація Вин    | Відправтеся в винодільні регіони, де ви можете випробувати вина та дізнатися про виробництво.           |
| Кулінарні Фестивалі              | Беріть участь у фестивалях, присвячених їжі, де ви можете насолоджуватися різноманіттям страв.          |
| Майстер-класи та Уроки Кулінарії | Відвідайте ресторани та школи для уроків кулінарії та навчання готуванню страв.                         |
| Міжнародні та Сучасні Смаки      | Спробуйте страви, які поєднують традиційні інгредієнти з міжнародними та сучасними впливами.            |

Це лише загальний огляд існуючих напрямків гастротуризму в Ізраїлі. Важливо додатково досліджувати та враховувати індивідуальні смаки та інтереси, оскільки країна пропонує багато різноманітних і вражаючих кулінарних вражень.

## Релігійний туризм
Сотні тисяч паломників з усього світу щорічно відвідують Ізраїль. Основними цілями паломництва є такі місця Назарет, Вифлеєм. Стіна плачу, Храм Гробу Господнього, золотий Купол Скелі. Приваблюють паломників трьох авраамічних релігій пам'яткі історії у Єрусалимі. Крім цього, ізраїльське місто Хайфа є духовним центром релігії Бахаї, там розташована усипальниця засновника релігії Сеїда Мухаммада Алі Ширазі.
Таблиця нижче відображає ключові аспекти релігійного туризму в Ізраїлі, який привертає паломників та віруючих з усього світу.

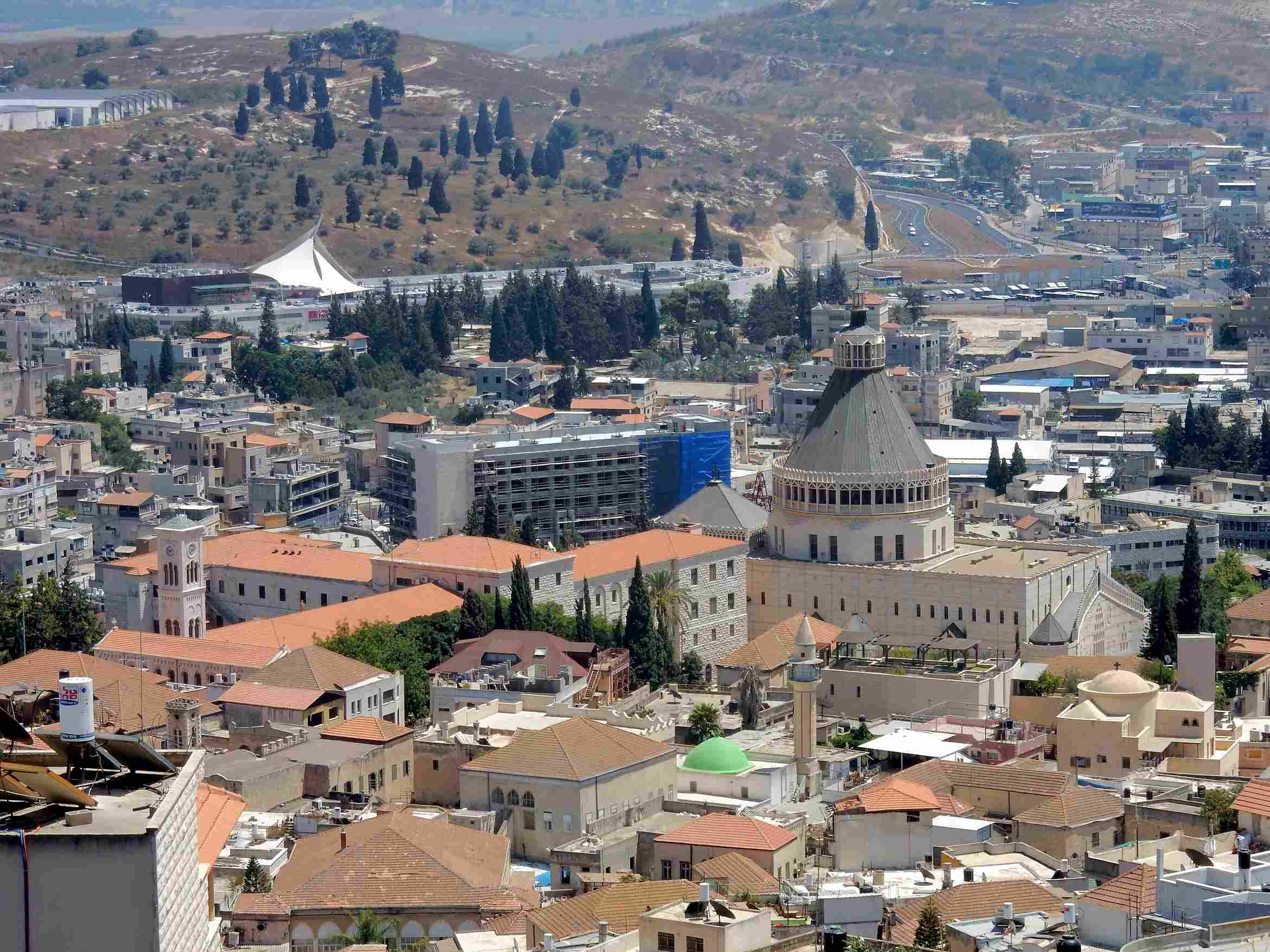
Назарет

| Аспект               | Опис |
| -------------------- | --- |
| Святині              | Ізраїль є святинею для трьох основних світових релігій: юдаїзму, християнства та ісламу. Святі місця, такі як Єрусалим, Вифлеєм, Назарет, є важливими пунктами паломництва для вірян з усього світу.        |
| Єрусалим             | Місто, що об'єднує святині для юдейської, християнської та мусульманської релігій, такі як Храмова гора, Храм Воскресіння, Мечеть Аль-Акса, привертає паломників та туристів.                               |
| Християнські Святині | Багато християнських святинь розташовані в Ізраїлі, включаючи Храм Гробу Господнього, Храм Розп'яття та Церкву Святого Спаса на Сионі, що робить Ізраїль ключовим напрямком для християнського паломництва. |
| Іудейські Святині    | Для юдейських паломників важливими є місця, пов'язані з історією їхнього народу, такі як Западний мур, Масляний гірок та інші археологічні об'єкти.                                                         |
| Релігійні Фестивалі  | Ізраїль проводить релігійні фестивалі, такі як Ханука, Пасха, Рамадан, які приваблюють вірян та дозволяють їм взяти участь у релігійних обрядах та святкуваннях.                                            |
| Інтерфейтовий Діалог | Багато місцевих ініціатив спрямовані на підтримку міжрелігійного взаєморозуміння та діалогу, що створює атмосферу відкритості та толерантності для туристів різних релігій.                                 |
| Місцева Культура     | Релігійний туризм дозволяє туристам поглибити своє розуміння та відчуття місцевої культури, традицій та звичаїв через взаємодію з віруючими та місцевим населенням.                                         |
| Музеї та Виставки    | Ізраїль має музеї та виставки, присвячені релігійній історії та артефактам, що робить їх популярними серед туристів, які бажають дізнатися більше про віру і культуру регіону.                              |

## Оздоровчий туризм
Мертве море — природна лікарня, що допомагає при багатьох захворюваннях, особливо шкірних і ревматичних. Поєднання мінералів з теплою, сонячною погодою, грязьові ванни і чисте повітря, насичене киснем, сприяють лікуванню багатьох хвороб, включаючи шкірні хвороби. Курорти «мертвого моря» не мають світових аналогів у зв'язку з винятковістю цієї водойми.

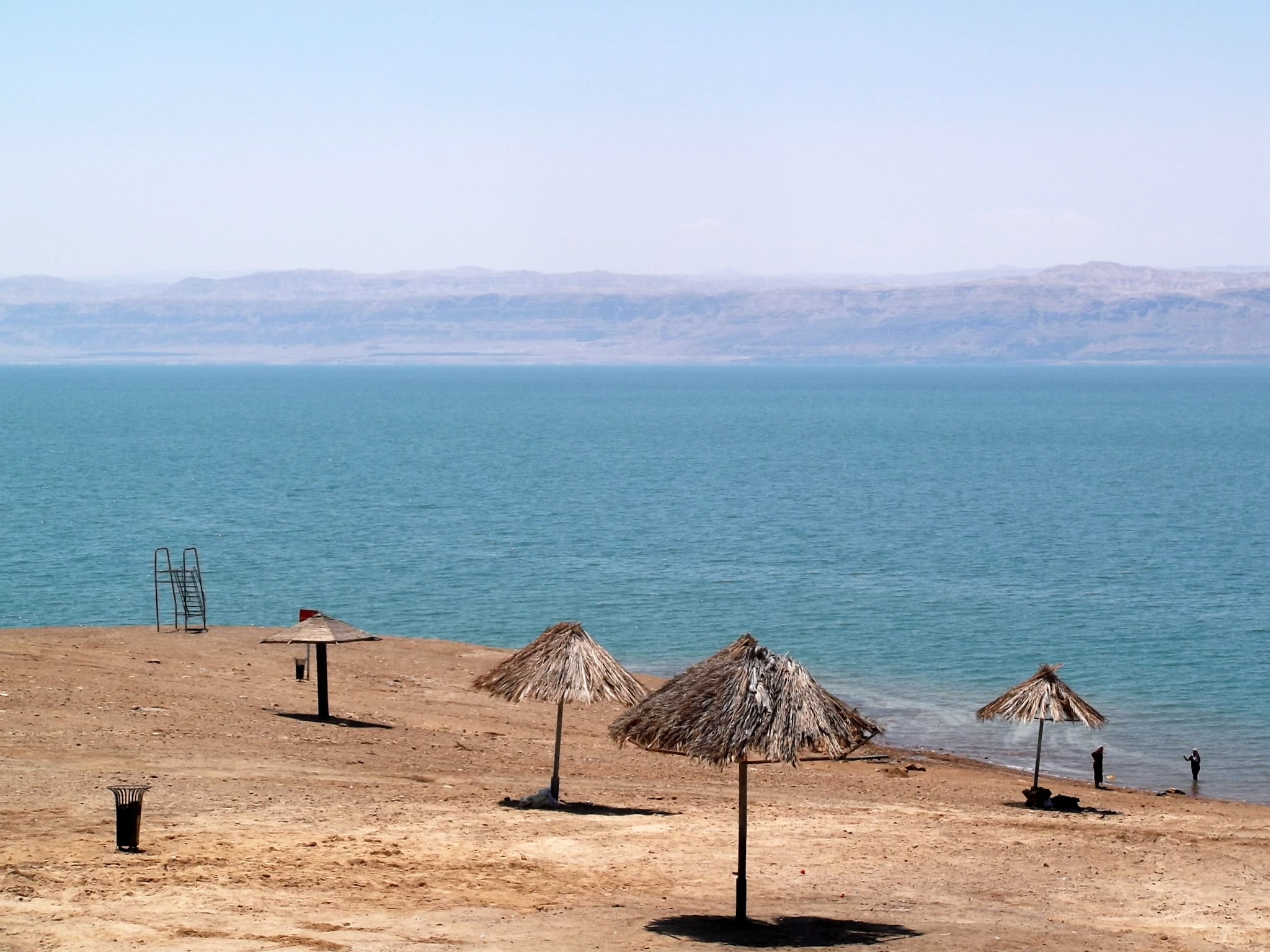
Мертве море

Прохолодне повітря Арада допомагає хворим астмою та іншими захворюваннями дихальних шляхів.
Гарячі джерела Гамат-Ґадер, полегшують болі в суглобах, вони були відомі ще римлянам, які збудували тут лазні. Басейни з термомінеральною водою в Хамей Гааш є одним з головних бальнеологічних курортів Ізраїлю.
Оздоровчий туризм в Ізраїлі зорієнтований на використання природних ресурсів та лікувальних установ для покращення здоров'я та відновлення. Ось таблиця, що відображає основні аспекти оздоровчого туризму в Ізраїлі:
| Аспект                 | Опис                                                                                     |
| ---------------------- | ---------------------------------------------------------------------------------------- |
| Лікувальні курорти     | Курорти на березі Мертвого моря, де використовується унікальна мінеральна грязь та вода. |
| Термальні джерела      | Дільниці з термальними джерелами, такі як Хаммат Гедер, для терапевтичних процедур.      |
| Спа-курорти            | Розташовані на березі Мертвого моря та в інших регіонах, пропонують різні процедури.     |
| Лікування болючих спин | Спеціалізовані центри для лікування хвороб та болей у спині.                             |
| Здоров'я та фітнес     | Програми з фітнесу та відновлення, зокрема йога, пілатес, медитація.                     |
| Імунологічна терапія   | Використання клітин імунної системи для лікування різних захворювань.                    |
| Дієтичні програми      | Розвинуті програми з оздоровлення на основі збалансованої дієти.                         |
| Санаторії та клініки   | Лікувальні установи, які пропонують різні процедури для здоров'я та відпочинку.          |

Оздоровчий туризм в Ізраїлі визначається широким спектром послуг та природних ресурсів, спрямованих на поліпшення фізичного та психічного здоров'я туристів.
Ізраїль переміг у номінації «Оздоровчий туризм» в рамках премії National Geographic Traveler Awards 2016.

## Ейлат[10]
Коралові рифи і теплий тропічний клімат Ейлата приваблюють туристів з усього світу, в тому числі і з України. У цьому курорті скупчення п'ятизіркових готелів, також є і кемпінги в деяких. В Ейлаті є ферма дельфінів і морський музей з підводною обсерваторією. Побудований парк-атракціон «Кінгс-Сіті», в основу атракціонів парку лягли історії зі Старого Завіту.

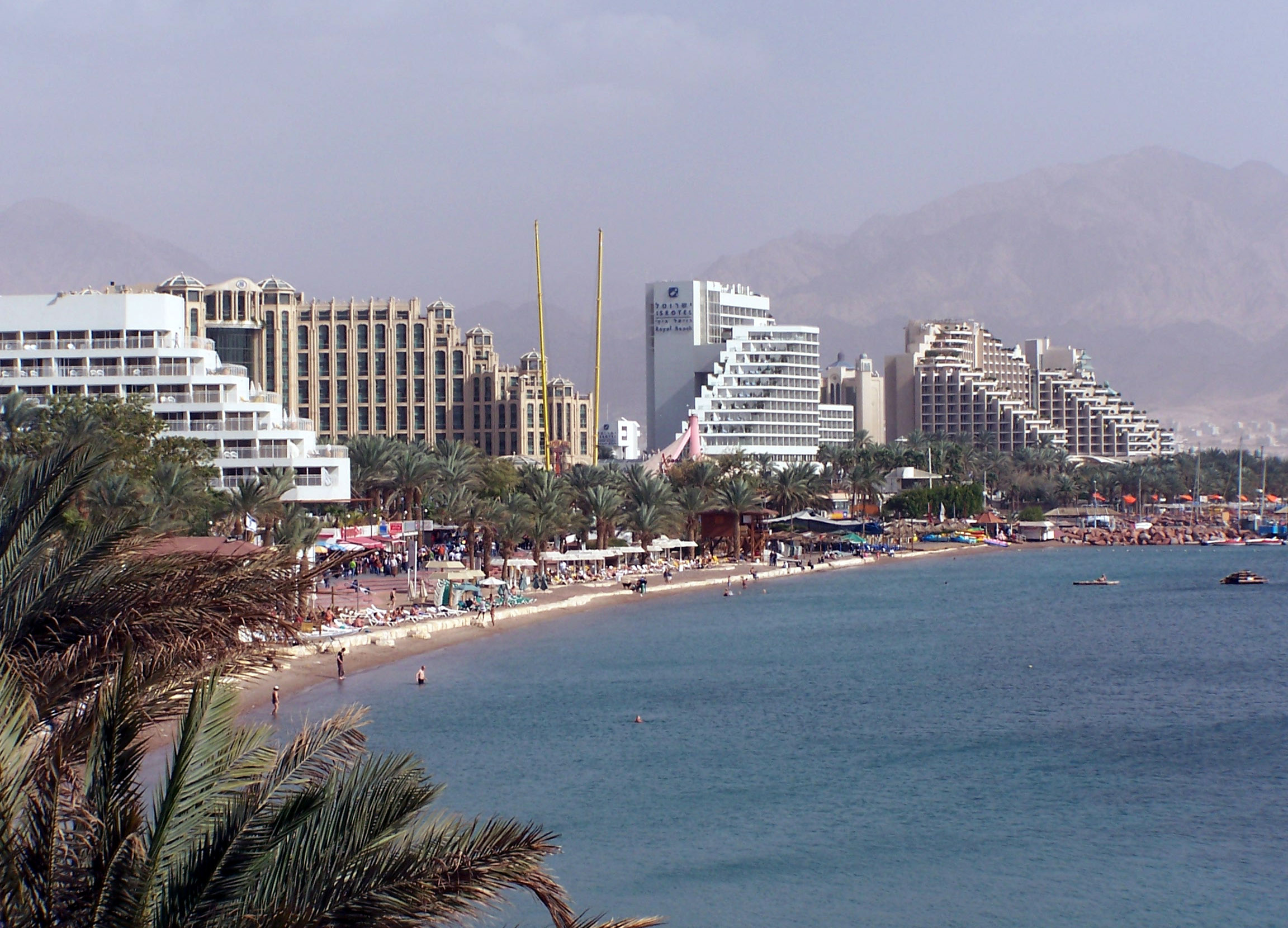
Ейлат

В місті розташований музей ейлатського каменю — рідкісного напівдорогоцінного каміння синьо-зеленого кольору з прожилками (суміші хризоколи, малахіту і лазуриту), тут знаходиться фабрика-магазин ейлатського каменю, де його переробляють і продають.
Щорічно в останній тиждень серпня проходить чотириденний фестиваль «Джаз на Червоному морі» (англ. The Red Sea Jazz Festival). Фестиваль був заснований у 1987 році за підтримки муніципалітету Ейлата і сприяння міністерств культури і туризму, морського порту і союзу готелів Ейлата. У кожен з днів фестивалю в Ейлатському порту проходить по 9—10 концертів з нічними джем-сейшнами, у найблищому готелі проводяться майстер-класи з приїжджими музикантами.
З 2009 року в Ейлаті проводиться «Знавокіада» — міжнародні турніри зі спортивної версії гри «Що? Де? Коли?»; у 2010 році в рамках фестивалю проходив чемпіонат світу з ЩДК (ЧГК).
Ейлат, розташований на південному заході Ізраїлю, біля кордону з Єгиптом та Йорданією, є популярним курортним містом і туристичним центром. Ось деякі аспекти туризму в Ейлаті:
1. Морський туризм:
  - Дайвінг та сноркелінг: Ейлат славиться своїм кораловим рифом у Червоному морі. Багато дайв-центрів пропонують можливість дайвінгу та сноркелінгу для любителів морських пригод.
  - Морські екскурсії: Туристи можуть взяти участь в морських екскурсіях, які включають круїзи, риболовлю та відвідання прибережних островів.
2. Природні атракції:
  - Парк Тімна: Ботанічний сад і природний резерват, де можна насолоджуватися природою та різноманіттям рослинного світу.
  - Гора Зарс:* Видовище, яке пропонує чудовий краєвид на місто та Червоне море.
3. Активний відпочинок:
  - Гірськолижний курорт на горі Зарс: У зимовий період на горі Зарс можна покататися на лижах та сноуборді.
4. Розваги та торгівля:
  - Нічний клубі та ресторани: Ейлат має жвавий нічний життя з ресторанами, клубами та барами.
  - Торгові центри: Місто славиться магазинами та бутиками, де можна придбати різноманітні товари.
5. Історичні місця:
  - Форт Окла: Стародавній форт, який став популярним туристичним об'єктом, пропонує панорамні види та історію регіону.

Туризм в Ейлаті пропонує різноманітні можливості для відпочинку, активного відпочинку та насолоди природною красою Червоного моря.

## Тель-Авів—Яфо
Тель-Авів-Яфо — це курортне місто і центр відпочинку світового масштабу. Це місто є не тільки культурним осередком, але й центром молоді всього світу. Тель-Авів розташований на березі Середземного моря, з відмінними пляжами і бурхливим нічним життям, десятки тисяч молодих туристів відвідують його щорічно.

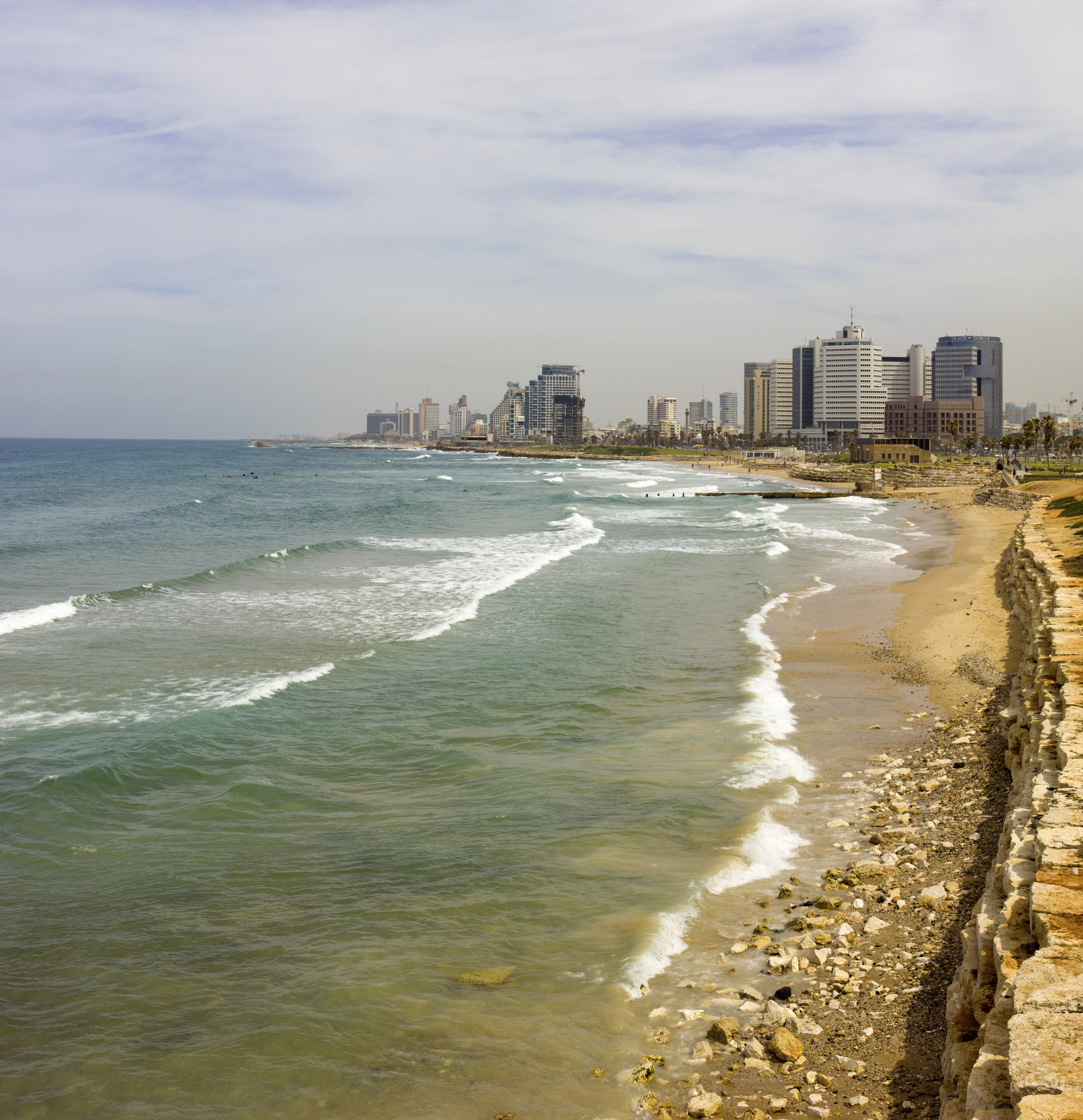
Тель-Авів

«Місто, яке ніколи не спить» — цей девіз вже став синонімом Тель-Авіва.
Символом цього девізу стало святкування «Білих ночей», яке проходить в останній четвер червня. Це свято стало новою традицією. В цю ніч ресторани та культурні установи відкриті допізна, у багатьох місцях діють знижки, на пляжах проходять вечірки, на вулицях — вистави. На головній площі в 2012 р. відбулася одна з найтихіших дискотек у навушниках, родзинкою якої стала чотириметрова дзеркальна диско-куля.
Ось деякі аспекти туризму в Тель-Авіві та Яфо:
1. Пляжі Тель-Авіва:
  - Пляж Герцлья: Широкий та жвавий пляж, де туристи можуть насолоджуватися сонцем, морем та різноманіттям водних видів спорту.
2. Культурні та мистецькі події:
  - Хейффах Мерказ (Майдан Ринку): Центральний ринок, де можна скуштувати місцеві страви, купити свіжі продукти та вироби мистецтва.
  - Театри та музеї: Тель-Авів славиться своєю культурною сценою, включаючи театри, музеї та галереї мистецтва.
3. Нічне життя Тель-Авіва:
  - Бари та клуби: Місто відоме своїм багатим нічним життям з безліччю барів, клубів та ресторанів.
4. Стародавнє місто Яфо:
  - Порт Яфо: Мальовничий порт, де можна прогулятися вздовж набережної, скуштувати свіжу рибу та насолоджуватися атмосферою.
5. Архітектурні пам'ятки:
  - Беллевіль: Район з архітектурою баухаузу, яка внесена до списку Світової спадщини ЮНЕСКО.
  - Старе місто Яфо: Вузькі вулички, історичні будівлі та культурні пам'ятки.
6. Технологічні та стартап-івенти:
  - Квартал Сарон: Технологічний центр, де розташовані численні стартапи та технологічні компанії.
7. Розваги для сім'ї:
  - Парк Йозмо: Великий розважальний парк з атракціонами для всієї родини.

Тель-Авів та Яфо пропонують різноманітні можливості для туристів - від культурних заходів і ресторанів до неймовірних пляжів та історичних пам'яток.

## Музеї та ресторани Ізраїлю
Ізраїль має багато цікавих музеїв і ресторанів, які пропонують унікальні культурні та кулінарні досвіди. Ось кілька з найвідоміших:
Найвідоміші музеї в Ізраїлі:
1. Музей Ізраїльського Державного музею (Israel Museum), Єрусалим: Одна з найбільших культурних інституцій у світі, де представлені великі колекції археологічних знахідок, мистецтва і сучасних виставок.
2. Музей Ідентичності (Museum of the Jewish People), Тель-Авів: Експозиції присвячені історії єврейського народу, його культурі і традиціям.
3. Меморіальний музей Яд Вашем (Yad Vashem), Єрусалим: Музей присвячений пам'яті жертв Холокосту.
4. Музей Давида і Голіафа (David and Goliath Museum), Єрусалим: Музей, присвячений біблійній історії Давида та Голіафа.
5. Музей Технології та Науки Блумфільд (Bloomfield Science Museum), Єрусалим: Інтерактивний музей для дітей та дорослих, присвячений науці і технології.

Найвідоміші ресторани в Ізраїлі:
1. Острівок Мачане Єгуда (Machne Yehuda), Єрусалим: Ринковий ресторан з аутентичною єврейською кухнею.
2. Ресторан Шимсон (Shimson), Тель-Авів: Ресторан із сучасною інтерпретацією традиційних страв.
3. Ресторан Дейра (Dallal), Тель-Авів: Французька ісраельська кухня у стильному середовищі.
4. Ресторан Махане Єхуда на мішкано (Machne Yehuda on Moshiko), Єрусалим: Ресторан на даху, який пропонує сучасні та традиційні страви.
5. Ресторан Порт Сайд (Port Said), Тель-Авів: Популярний ресторан із фьюжн кухнею та живою музикою.

Ці місця є лише кількома прикладами, і в Ізраїлі є безліч інших чудових музеїв і ресторанів, які варто відвідати.

## Статистика
Скасування візового режиму між Україною та Ізраїлем призвела до бурхливого зростання туристичного потоку в країну. Проте, на рівень відвідуваності країни впливає становище в сфері безпеки. Друга ліванська війна та економічна криза у світі спричинили деяке уповільнення у туристичній галузі.

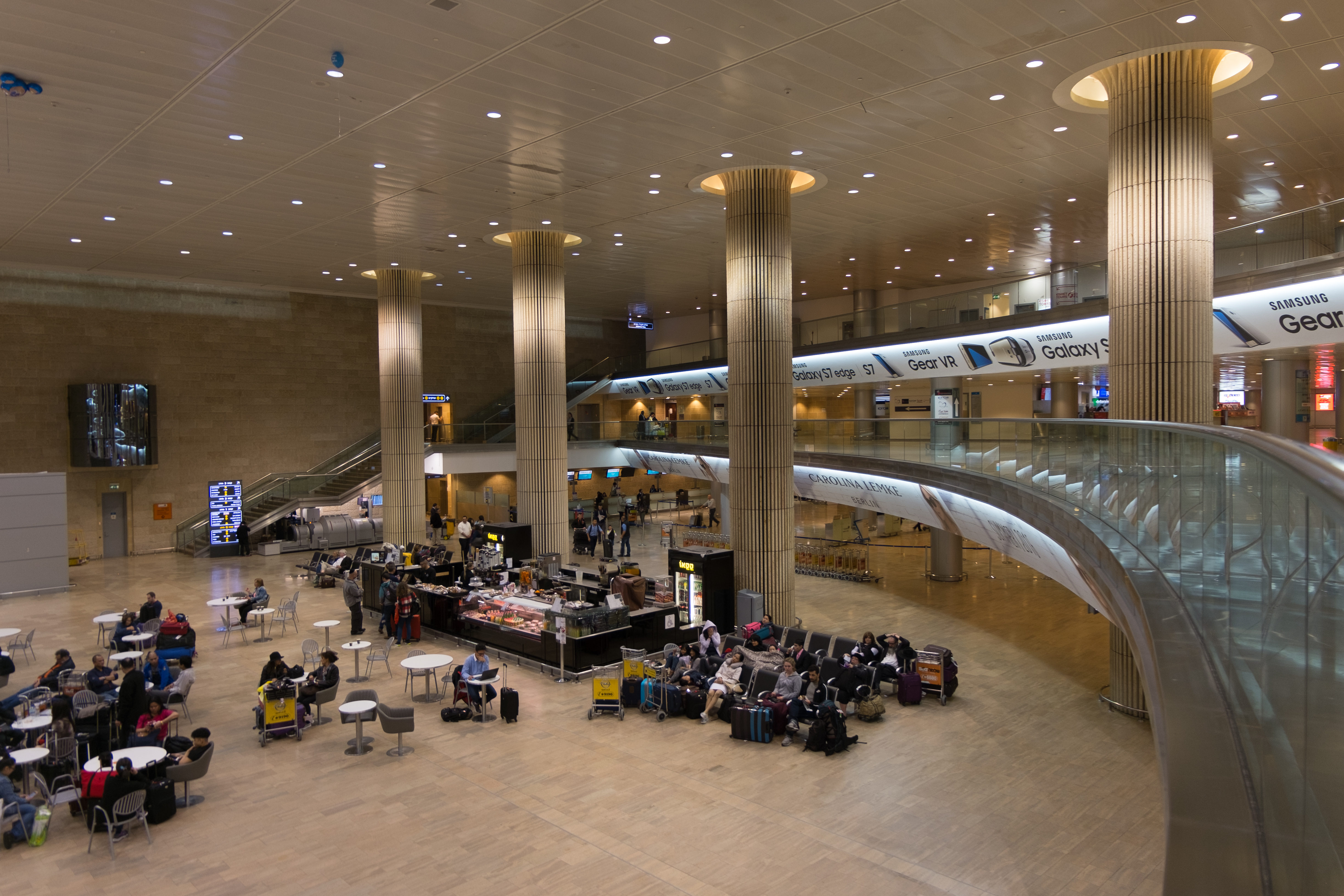
Міжнародний аеропорт імені Давида Бен-Гуріона

Загальна кількість туристів, що відвідали Ізраїль у 2010 році склала 3,275,692 осіб і зросла порівняно з 2009 роком на 22 % (2,671,340 осіб у 2009 році) .
Основна маса туристів приїхала в Ізраїль з Європи — понад 63 % в'їзного потоку, на другому місці — Америка (Північна і Південна) — більше 25 % в'їзного потоку, в тому числі 18,93 % туристів із США. 
Середні витрати туристів в Ізраїлі (включаючи платежі, зроблені за кордоном) становили у 2010 році 1'083$. Середні витрати туристів з Америки в Ізраїль склали 1392$, в порівнянні з 935$ туристів з Європи,  893$ туристів з Азії, та 1'044$ туристів з Африки. Близько 37 % витрат складають витрати на готелі та інші види розміщення, 15 % — витрати на придбання подарунків, 17 % — на транспорт, 17 % — харчування і напої, 14 % — інші витрати.
Доходи від туризму Ізраїлю у 2010 році склали $ 3,7 млрд і зросли порівняно з 2009 роком на 35 % ($ 2,7 млрд). У 2009 році дохід від туризму склав близько 10 % від обсягу експорту послуг, в 2010 цей показник виріс до 13 %. Хоча доходи від туризму значно нижче, ніж доходи алмазної галузі, додана вартість (доходи мінус витрати) в індустрії туризму істотно вищі, ніж у алмазної промисловості (70 % проти 10 %).
| Рік  | Кількість туристів в Ізраїлі (мільйони) |
| ---- | --------------------------------------- |
| 2017 | 3.6                                     |
| 2018 | 4.1                                     |
| 2019 | 4.5                                     |
| 2020 | 0.9 (вплив пандемії COVID-19)           |

## Економічний вплив туризму
Туризм зберіг постійну частку в економіці Ізраїлю до COVID-19 і в 2019 році безпосередньо становив 2,6% ВВП. У 2019 році, піковому році для в’їзного туризму, пряма зайнятість у туризмі становила приблизно 149 900 робочих місць, або 3,8% від загальної кількості. працевлаштування. 
Міжнародний туризм: У 2020 році кількість міжнародних туристів впала на 81,7% до 832 000, а в 2021 році - ще на 91,3% до 397 000.
Внутрішній туризм: Внутрішній туризм скоротився на 52,2% до 3,9 мільйона туристів у 2020 році, але повністю відновився в 2021 році з рекордними 8,6 мільйонами внутрішніх туристів.
Витрати: На внутрішній туризм у 2021 році склали 20,4 мільйона шекелів, що становить 83% від загальних витрат на туризм.

Окрім прямого впливу на ВВП, робочі місця та державні доходи, туризм також має значний непрямий вплив на економіку Ізраїлю а саме:
Інфраструктура: У 2021 році в Ізраїлі було відкрито 24 нових готелі, що свідчить про зростання інвестицій в туристичний сектор.
Експорт:У 2021 році експорт ізраїльського вина склав 411 мільйонів шекелів, що значно вище, ніж у попередні роки. 
Інвестиції в готелі: У 2021 році в Ізраїлі було відкрито 24 нових готелі, що свідчить про зростання інвестицій в туристичний сектор.

## Управління туризмом
Міністерство туризму є національною державною установою, відповідальною за управління туристичною політикою та сектором. Дана установа виконує такі завдання як:
- Співпраця з усіма частинами туристичного сектору.
- Надання програми екстреної підтримки готелів та в'їзних туроператорів.
- Готує МСП до відновлення внутрішнього та в'їзного туризму.
- Співпраця з іншими міністерствами та органами влади.

Місцеві органи влади:
- Великі місцеві органи влади мають туристичну політику, узгоджену з національною.
- Менші органи влади об'єднуються в регіональні DMO (організації управління туристичними напрямками).
- DMO розробляють узгоджені туристичні продукти та проводять брендингову та маркетингову політику.
- Міністерство туризму співпрацює з DMO, координуючи маркетинг, розробку продукту та регіональний брендинг.
- Міністерство також допомагає місцевим органам влади в дослідженні розвитку туризму та техніко-економічних обґрунтуваннях.[18][19]

Загальний бюджет туризму на 2022 рік становить 825 мільйонів шекелів, що більше ніж у 380 мільйонів шекелів у 2020 році, але все ще менше порівняно з 1,2 мільярда шекелів у 2018 році. Бюджет туризму поділено на три сфери діяльності:
- Розвиток розміщення за рахунок грантів готелям (інвестиції становлять 100 мільйонів шекелів у 2020-21 роках, очікується збільшення до 175 мільйонів шекелів у 2022 році).
- Розвиток громадської туристичної інфраструктури (180 мільйонів шекелів у 2020 році та 350 мільйонів шекелів у 2022 році).

Маркетинг (100 мільйонів ішельських шекелів у 2020-21 роках і очікується 200 мільйонів ішельських шекелів у 2022 році) Крім того, 90 мільйонів ішельських шекелів використовуються Міністерством для різних потреб, таких як стратегія планування, адміністрування працівників міністерства та галузеве навчання.

## Галерея

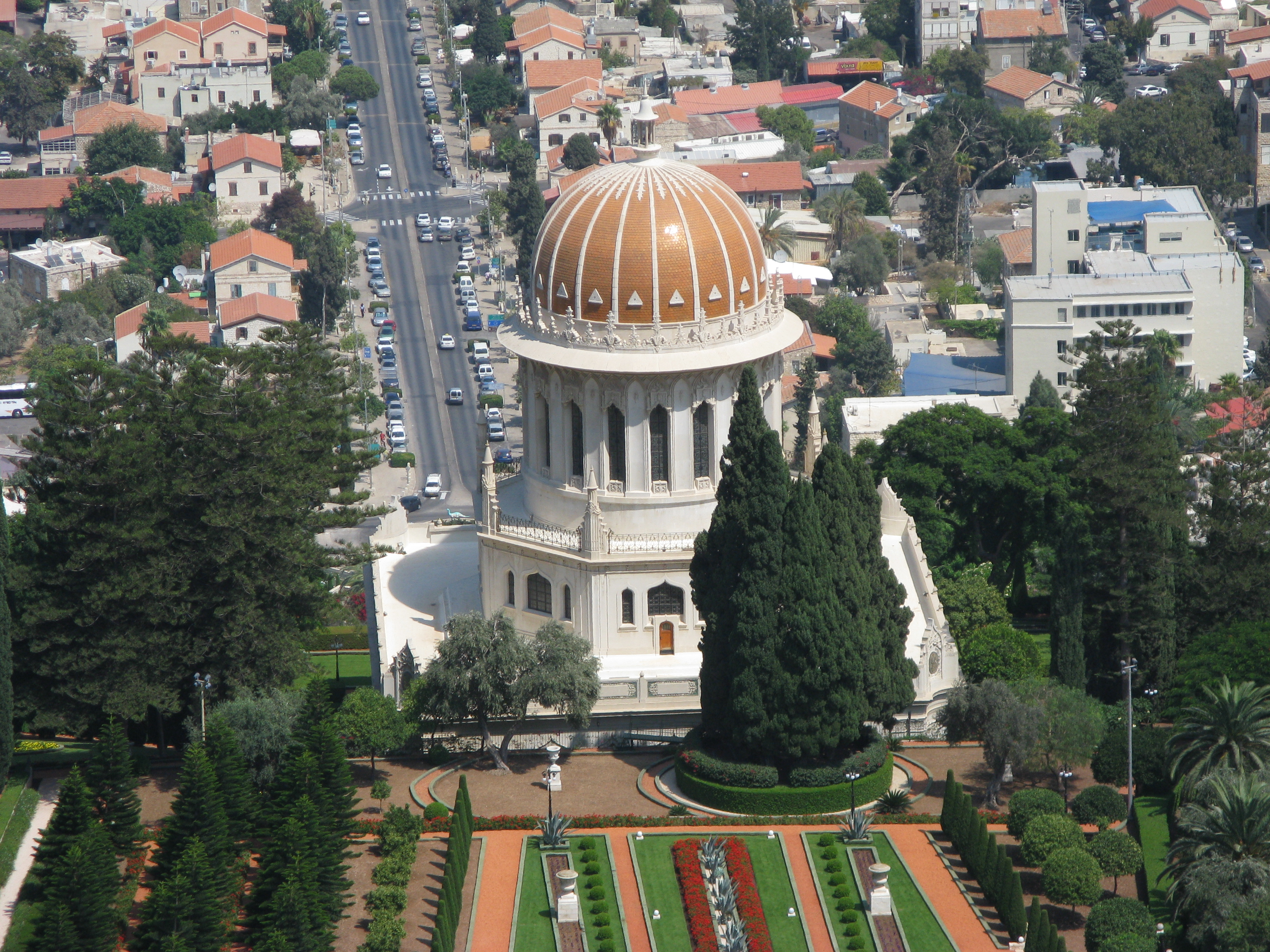
Усипальниця Баба в Хайфі
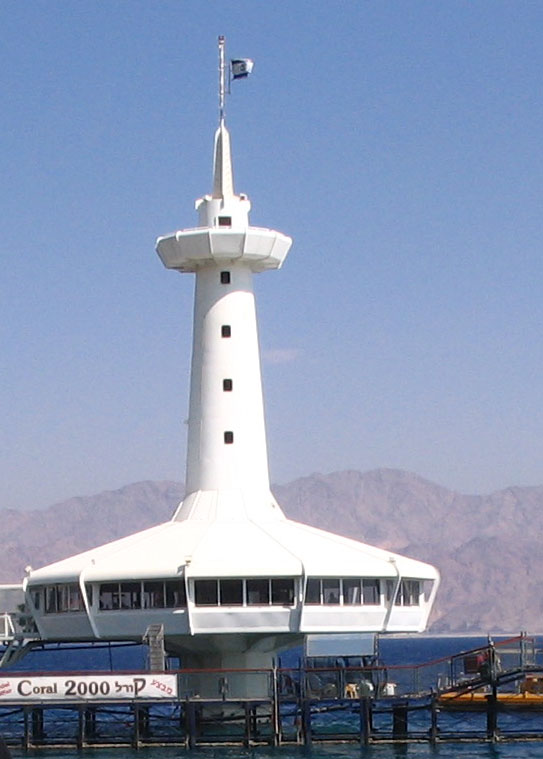
Підводний акваріум в Ейлаті
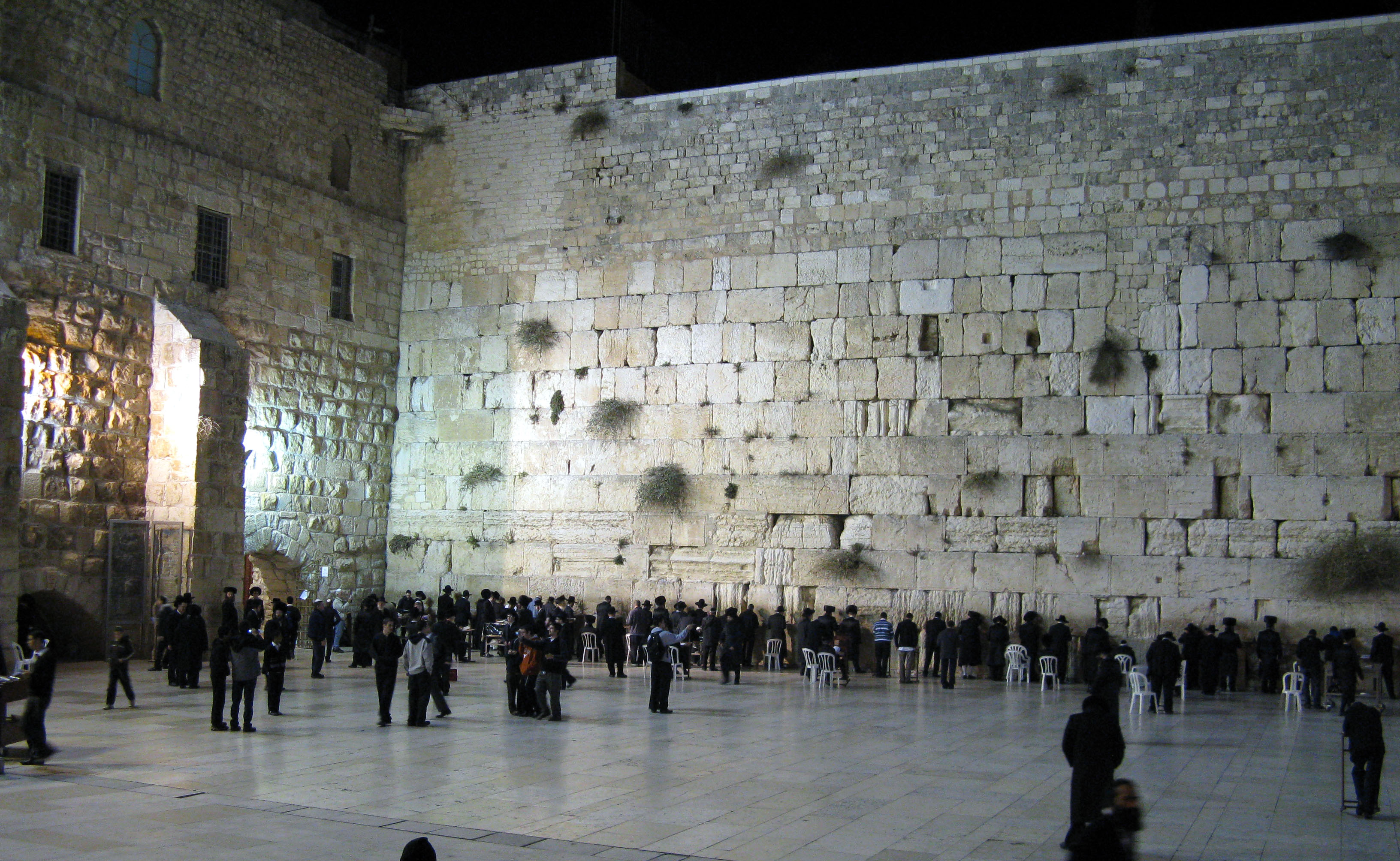
Стіна плачу
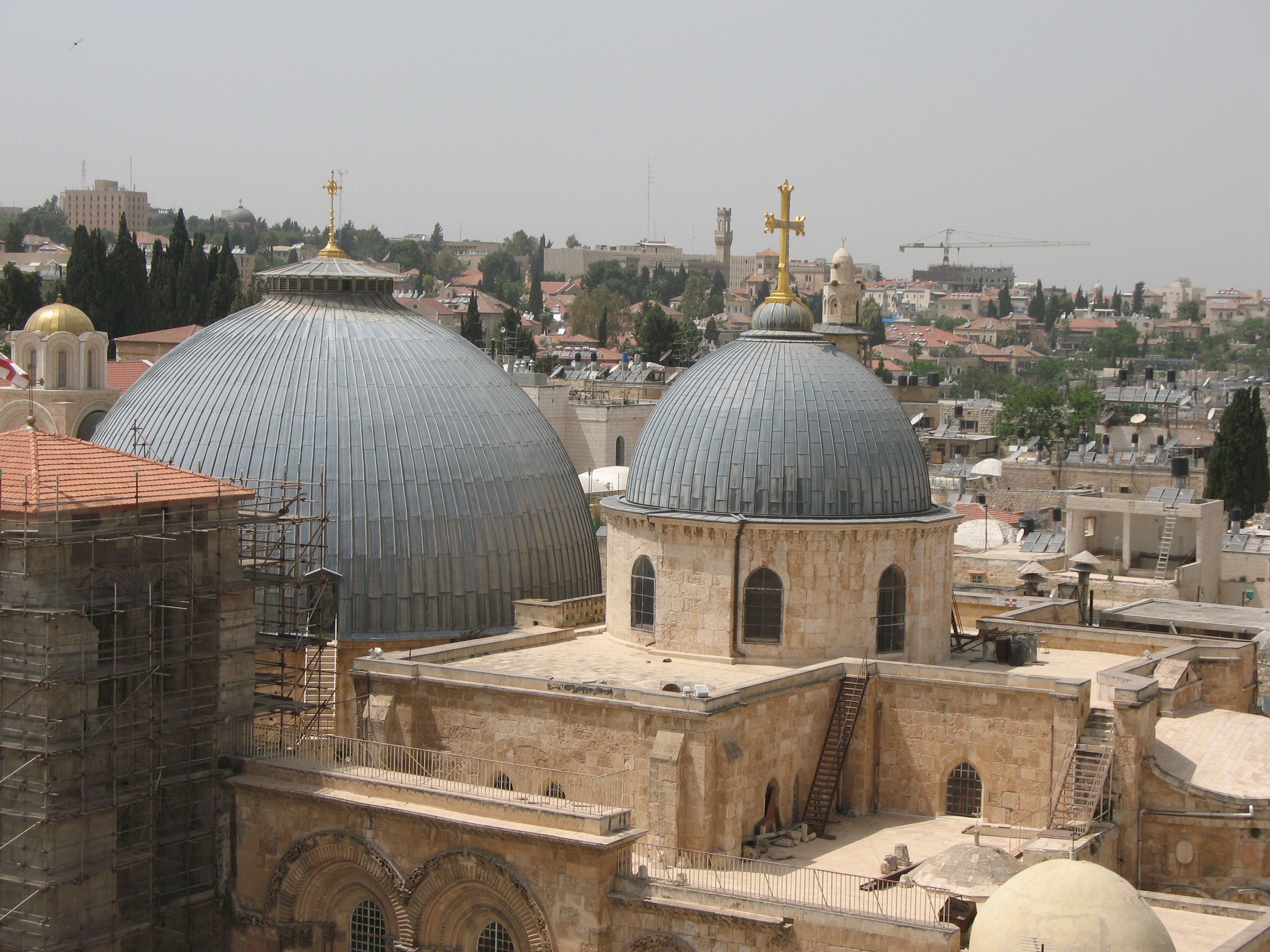
Храм Гробу Господнього
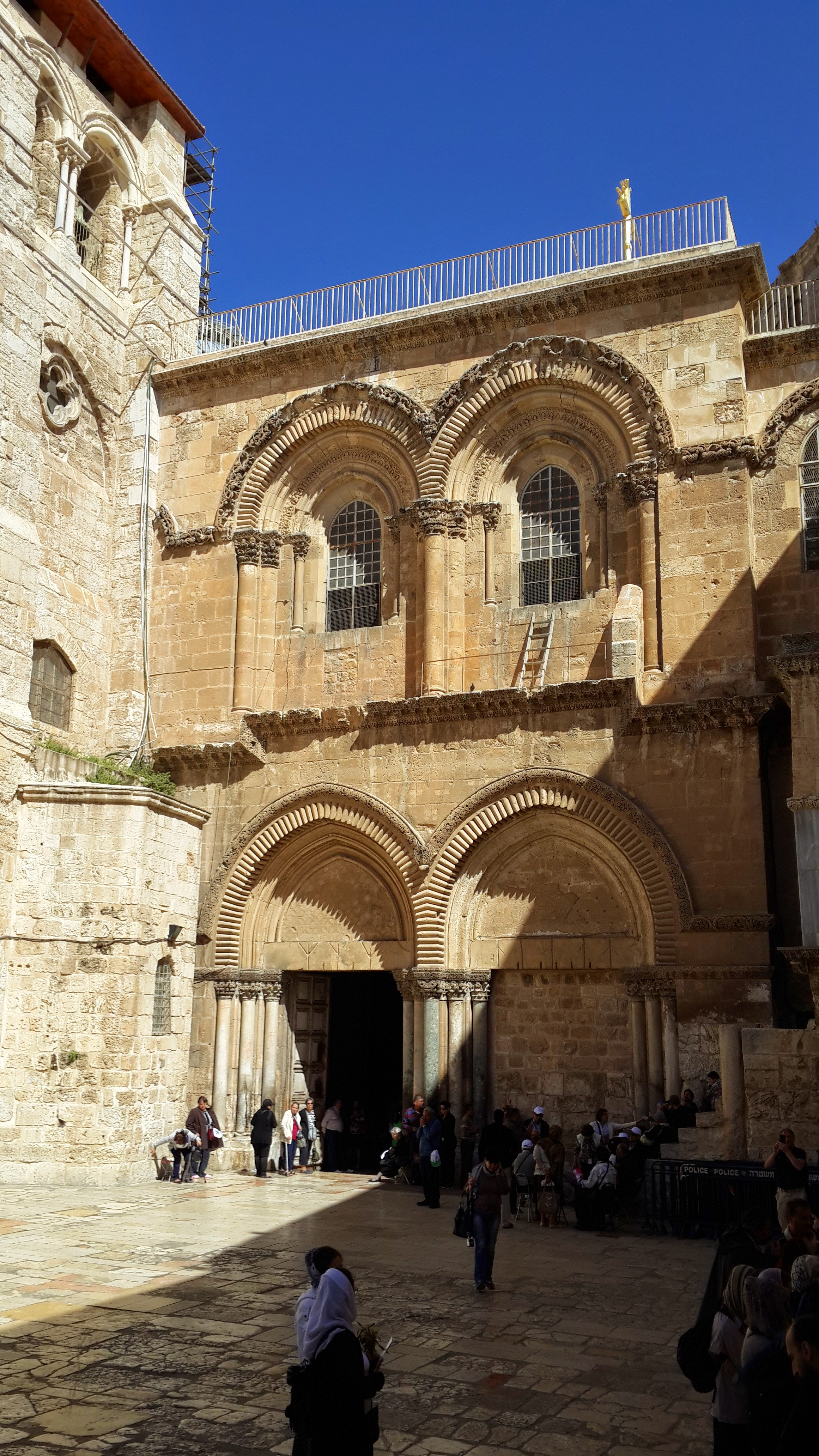
Храм Гробу Господнього (вхід)
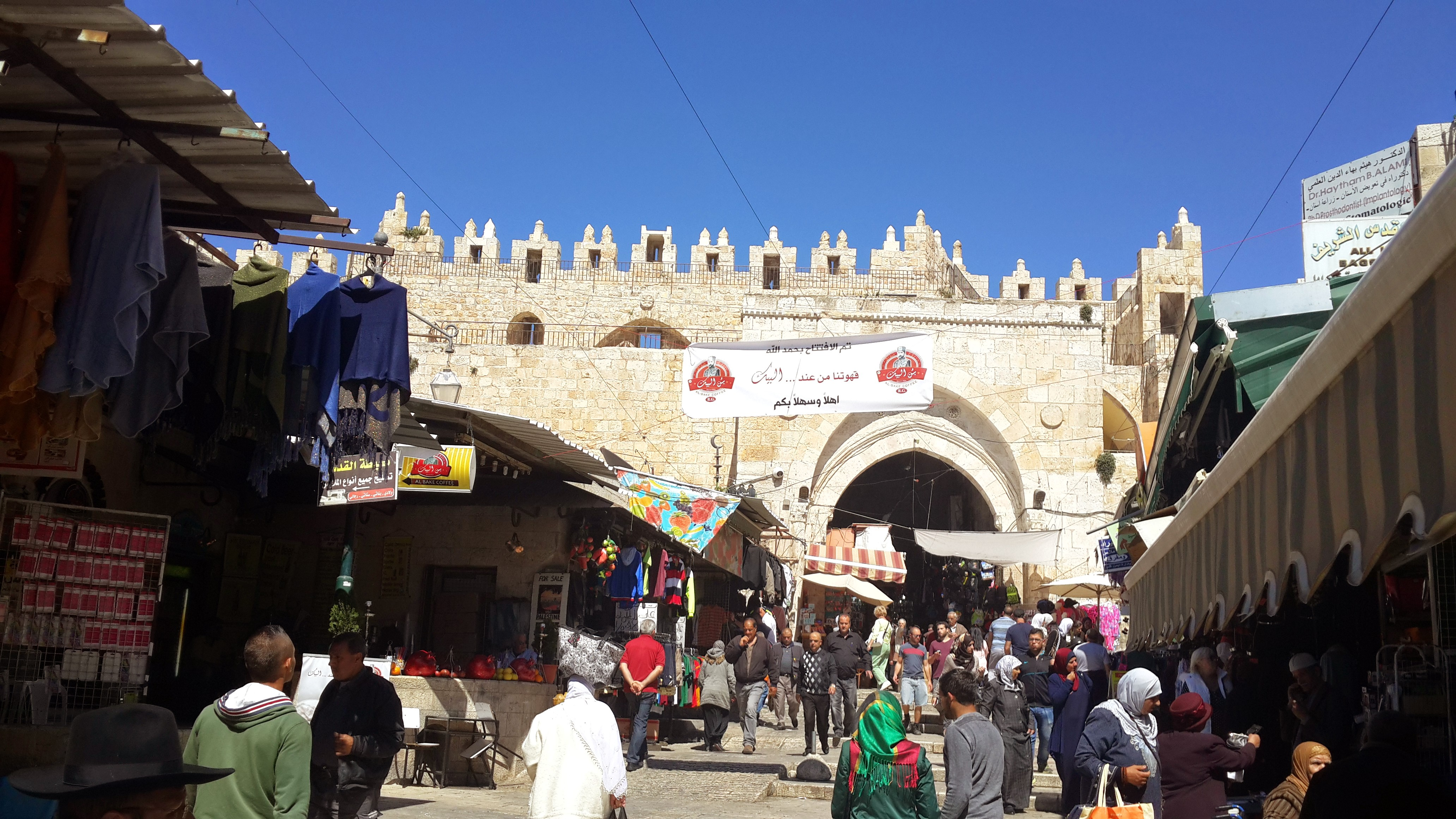
Старе місто в Єрусалимі (близько Шхемських воріт)
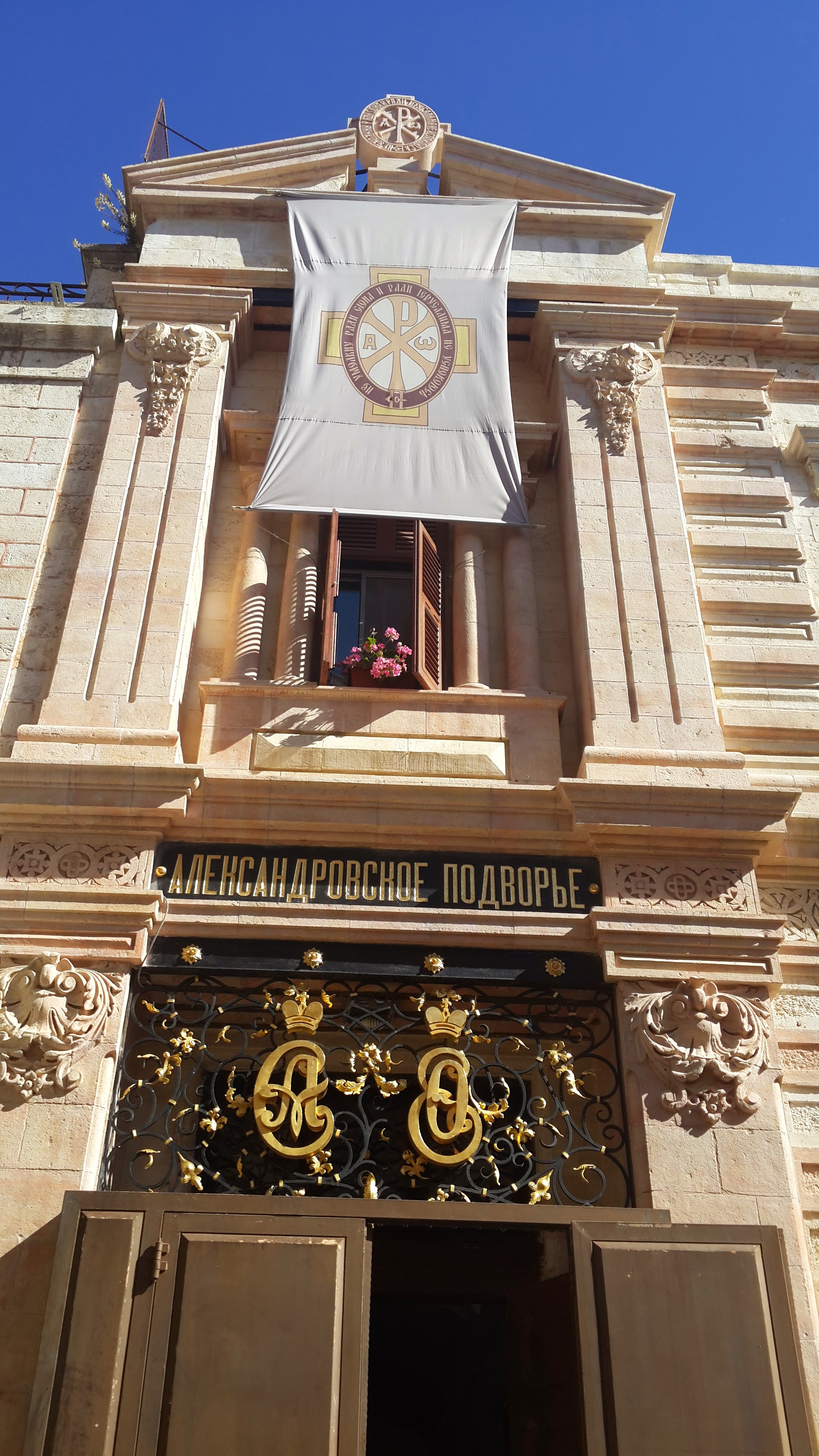
Олександрівське подвір'я в Єрусалимі
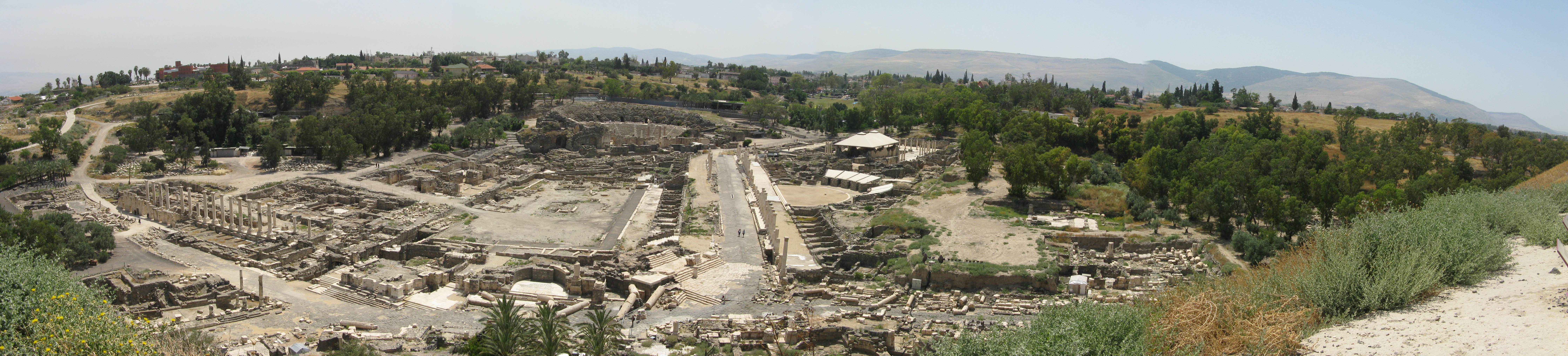
Бейт Шеан. Розкопки стародавнього Скифополя (панорама)